# Dekanat mołodeczański
Dekanat mołodeczański – jeden z 11 dekanatów archidiecezji mińsko-mohylewskiej na Białorusi. Składa się z 8 parafii. 

## Lista parafii
| Lp | Miejscowość / parafia                                          | Proboszcz / administrator             | Kościół                                                  | Zdjęcie |
| -- | -------------------------------------------------------------- | ------------------------------------- | -------------------------------------------------------- | ------- |
| 1  | Bienica (Markowo) Parafia Świętej Trójcy i św. Andrzeja Boboli |                                       | Kościół Świętej Trójcy i św. Andrzeja Boboli w Bienicy   |         |
| 2  | Bierazinskaje Parafia Bożego Ciała                             | ks. kan. Siergiej Barajnioj           | Kościół Bożego Ciała w Bierazinskajach                   |         |
| 3  | Kraśne Parafia Wniebowzięcia Najświętszej Maryi Panny          |                                       | Kościół Wniebowzięcia Najświętszej Maryi Panny w Kraśnem |         |
| 4  | Lebiedziewo Parafia Najświętszego Serca Pana Jezusa            | ks. Włodzimierz Rusak                 | Kościół Najświętszego Serca Pana Jezusa w Lebiedziewie   |         |
| 5  | Mołodeczno Parafia św. Kazimierza                              | o. Anatol Jaroszka OFMCap             | Kościół św. Ojca Pio w Mołodecznie                       |         |
| 6  | Mołodeczno Parafia św. Józefa                                  | ks. prałat Edmund Dowgiłowicz-Nowicki | Kościół św. Józefa w Mołodecznie                         |         |
| 7  | Połoczany Parafia św. Rocha                                    |                                       | Kościół św. Rocha w Połoczanach                          |         |
| 8  | Radoszkowicze Parafia Świętej Trójcy                           | ks. Andrzej Dolański                  | Kościół Świętej Trójcy w Radoszkowiczach                 |         |